# Василий Омологит
Василий Омологит (на гръцки: Βασίλειος, ὁ ὁμολογητὴς, Василиос Омологитис) е православен духовник, митрополит на Константинополската патриаршия и светец.

## Биография
Роден е в Атина. Напуска родния си град става последовател на преподобния Евтимий Солунски в Перистер край Солун. Отшелничества и на Света гора. В 857 година Евтимий го подстригва за монах. Първоначално е епископ на Крит. След това в 904 година Василий става солунски митрополит. Провъзгласен е за светец.
Празникът му се чества на 1 февруари.